# 대구MBC 여성시대
대구MBC 여성시대 이소영, 지동춘입니다는 대구MBC 표준FM(중파 810kHz, 표준FM 96.5MHz, 김천 표준FM 98.7MHz)에서 매일 오전 9시 5분부터 오전 10시까지 방송했던 대구·경북 남부지역의 라디오 프로그램이다. 2013년 9월 1일 자로 14년만에 폐지되었다.

## 진행
- 이소영, 지동춘

## 역대 진행자
- 이소영, 권태근
- 이소영, 주상철
- 이소영, 이동훈
- 이소영, 서상국

## 같이 보기
- 대구문화방송
- MBC 표준FM
- 여성시대 양희은, 강석우입니다

| 대구MBC 표준FM 평일 프로그램  |                                       |                            |
| 이전                          | 대구MBC 여성시대 이소영, 지동춘입니다 | 다음                       |
| 여성시대 양희은, 강석우입니다 | 대구MBC 여성시대 이소영, 지동춘입니다 | MBC 뉴스와 경제            |
| 오전 9시 5분 ~ 오전 10시      | 오전 10시 5분 ~ 오전 11시             | 오전 11시 ~ 오전 11시 15분 |
|                               |                                       |                            |

| 대구MBC 표준FM 주말 프로그램  |                                       |                            |
| 이전                          | 대구MBC 여성시대 이소영, 지동춘입니다 | 다음                       |
| 여성시대 양희은, 강석우입니다 | 대구MBC 여성시대 이소영, 지동춘입니다 | MBC 11시 뉴스              |
| 오전 9시 5분 ~ 오전 10시      | 오전 10시 5분 ~ 오전 11시             | 오전 11시 ~ 오전 11시 10분 |
|                               |                                       |                            |